# Drobná nehoda
Drobná nehoda (persky یک تصادف ساده) je dramatický film s prvky černé komedie režiséra Džafara Panahího, který k filmu napsal i scénář a byl také spoluproducentem. Film byl natočen v koprodukcí Íránu, Francie a Lucemburska. Zabývá se politickým útlakem v Íránu a otázkami morálky. Panahí, který je kritikem íránské vlády a byl několikrát uvězněn, natočil film v Íránu, ale bez oficiálního povolení od íránských úřadů.
Film měl světovou premiéru 20. května 2025 na Filmovém festivalu v Cannes, kde také získal Zlatou palmu. Film byl uveden také na Mezinárodním filmovém festivalu Karlovy Vary 2025. Film by měl být uveden i do českých kin v lednu 2026.

## Obsazení
| Vahid Mobasseri       | Vahid   |
| Mariam Afshari        | Shiva   |
| Ebrahim Azizi         | Eghbal  |
| Hadis Pakbaten        | Golrokh |
| Majid Panahi          | ženich  |
| Mohamad Ali Elyasmehr | Hamid   |

## Produkce
Panahí je jedním z nejznámějších íránských režisérů. V minulosti opakovaně kritizoval politiku vládnoucího íránské režimu ve svých filmech. Po porážce tzv. zelené revoluce v roce 2009 byl zatčen a za pokus nafilmovat protivládní protesty odsouzen k šesti letům vězení a dvacetiletému zákazu činnosti. V květnu 2010 byl Panahí podmínečně propuštěn. V červenci 2022 byl  znovu zatčen poté, co se šel na úřady dotázat po osudu vězněného íránského režiséra Mohammada Rasúlofa. Soud nařídil, že si musí odpykat dřívější šestiletý trest. Po téměř sedmi měsících ve vazbě byl začátkem února 2023 propuštěn poté, co držel protestní hladovku. Ve filmové tvorbě pokračuje. Ačkoli mu byl zákaz natáčení a cestování formálně zrušen, stále musí svou práci držet v tajnosti a natáčet nelegálně s omezeným štábem a hereckým obsazením.
Film byt natočen v koprodukcí mezi Íránem, Francií a Lucemburskem. Film produkoval sám režisér ve spolupráci s Philippem Martinem ze společnosti Les Films Pelléas, pařížské produkční společnosti, která stála i za filmem Anatomie pádu, oceněným Zlatou palmou. Koproducenty byli Bidibul Productions (Lucembursko) a Pio & Co (Francie). Postprodukce byla dokončena ve Francii.
V Íránu byl film natáčen v utajení a bez povolení od úřadů. Herečky ve filmu nenosí hidžáb, který je podle íránského práva pro ženy povinný.

## Přijetí
Film se dočkal pozitivního přijetí u kritiků. Časopis IndieWire v červnu 2025 zařadil do žebříčku 100 nejlepších filmů 20. let 21. století. Na Filmovém festivalu v Cannes film získal Zlatou palmu. Při přebírání ceny režisér vyzval Íránce, aby se spojili proti současnému íránskému politickému režimu.
Po úspěchu filmu v Cannes francouzský ministr zahraničí Jean-Noël Barrot označil vítězství filmu za „gesto odporu proti útlaku íránského režimu“. Mluvčí íránského ministerstva zahraničních věcí označil komentáře ministra za „urážlivé poznámky a nepodložené obvinění“ a kritizoval „zneužívání festivalu v Cannes francouzskou vládou“ k prosazování její politické agendy proti Islámské republice. Francouzský chargé d’affaires v Teheránu byl v reakci předvolán na íránské ministerstvo zahraničních věci, kde během setkání íránský zástupce odsoudil ministrovy komentáře jako „hrubý zásah do vnitřních záležitostí“ a označil oslavnou zprávu za „nezodpovědnou a provokativní“. Uvedl, že Francie nemá „žádnou morální autoritu“ komentovat Írán, a to kvůli údajnému selhání Francie v podpoře Palestinců v Gaze. Požádal o oficiální vysvětlení od francouzské vlády, na což velvyslanec odpověděl, že tuto zprávu předá do Paříže.
Více než 150 íránských umělců a aktivistů, včetně korunního prince v exilu Kýrose Rezy Pahlavího a nositelky Nobelovy ceny míru Narghís Mohammadiové, podepsalo veřejné prohlášení, v němž Panahího označili za „vynikajícího a odvážného íránského filmaře“ a gratulovali mu k zisku Zlaté palmy jako znamení, že „oddané umění a hlas pravdy, i uprostřed zdi cenzury a tlaku, mohou přimět svět obdivovat tato dosažená vítězství.“. Íránský režisér Mohammad Rasúlof označil vítězství filmu za „silný úder do stroje represí v Islámské republice“.